# ابتسام عازم
ابتسام عازم هي كاتبة وروائية وصحفية فلسطينية تعيش في نيويورك، ولدت في مدينة الطيبة في فلسطين، لها روايتان تُرجمت لعدة لغات أجنبية من بينها الفرنسية والإنجليزية وتعمل كصحفية في صحيفة العربي الجديد.

## حياتها
ولدت ابتسام عازم في مدينة الطيبة في المثلث، في داخل الخطّ الاخضر، درست في الجامعة العبرية في مدينة القدس أنهت دراساتها العليا لنيل الماجستير في جامعة فرايبورغ في ألمانيا في الأدب الألماني والإنجليزي والدراسات الإسلامية. تقيم في نيويورك متزوجة من الروائي العراقي سنان أنطون.

### حياتها المهنية
تعمل في صحيفة العربي الجديد من نيويورك، عملت سابقا كصحفية ومحرّرة في القسم العربي من قناة دوتشية فيليه الألمانية، عضو في هيئة تحرير لعدّة مواقع منها قنطرة والأخبار وجدلية والجزيرة نت، وتكتب مقالات وقصص قصيرة.

## أعمالها الأدبية
- سفر الاختفاء (2014)، دار الجمل. ترجمت للإنكليزية بتوقيع الشاعر والروائي العراقي سنان أنطون عن "منشورات جامعة سيراكيوز" في الولايات المتحدة [3]
- سارق النوم غريب حيفاوي (2011)، منشورات الجمل.[4]

ترجمت هاتان الرواياتان إلى عدة لغات عالمية من بينها الفرنسية والإنجليزية والعبرية، وهي بصدد كتابة رواياتها الثالثة.